# Weimar (Texas)
Weimar es una ciudad ubicada en el condado de Colorado en el estado estadounidense de Texas. En el Censo de 2010 tenía una población de 2151 habitantes y una densidad poblacional de 358,9 personas por km².

## Geografía
Weimar se encuentra ubicada en las coordenadas 29°42′0″N 96°46′38″O / 29.70000, -96.77722. Según la Oficina del Censo de los Estados Unidos, Weimar tiene una superficie total de 5.99 km², de la cual 5.99 km² corresponden a tierra firme y (0.09%) 0.01 km² es agua.

## Demografía
Según el censo de 2010, había 2151 personas residiendo en Weimar. La densidad de población era de 358,9 hab./km². De los 2151 habitantes, Weimar estaba compuesto por el 66.48% blancos, el 18.5% eran afroamericanos, el 0.46% eran amerindios, el 0.6% eran asiáticos, el 0% eran isleños del Pacífico, el 11.25% eran de otras razas y el 2.7% pertenecían a dos o más razas. Del total de la población el 26.27% eran hispanos o latinos de cualquier raza.